# Pradomuseet
Pradomuseet (spansk: Museo del Prado) i Madrid er et af de største og mest betydelige kunstmuseer i verden. Museet blev oprindeligt grundlagt som museum for malerier og skulpturel kunst, men i dag indeholder museet også betydelige samlinger med over 5000 tegninger, 2000 tryk, 1000 mønter og medaljer samt yderligere 2000 kunstgenstande. Samlingen af skulpturer har flere end 700 genstande og yderligere fragmenter. Skulpturgalleriet indeholder bl.a. værker, der har tilhørt den svenske dronning Christina, og som blev ført til Madrid af Filip den 5.s hustru, Elisabeth Farnese. Det er dog de ca. 3000 malerier, der begrunder Pradomuseets placering som et af verdens mest betydelige museer. Ved siden af at huse verdens bedste malerisamling af spanske malere findes også malerier af hollandske, flamske, og italienske malere som f.eks. Botticelli, Caravaggio, Albrecht Dürer og Rembrandt.

## Historie
Ferdinand 7. (1784-1833) ønskede i 1814 at skabe et malerimuseum med Louvre som forbillede. I 1818 lykkedes det endelig at finde en egnet bygning til at huse det nye museum. Den valgte bygning var blevet opført i perioden 1785-1808 af arkitekten, Juan de Villanueva, og var egentlig bygget som kongeligt museum for naturvidenskab efter ønske af kong Karl den 3. (1716-88) Nu blev den ombygget til sit nye formål af arkitekten, Antonio López Aguado.
Den 19. november 1819 blev Pradomuseet indviet under navnet Museo Real de Pintura y Escultura (kongeligt museum for maleri og billedhuggeri). Samlingerne fra Museo de la Trinidad (Trefoldighedsmuseet) blev i 1872 overført til Pradomuseet. I 1971 blev værkerne fra det 19. og 20. århundrede overført til Dronning Sofias Museum (Museo Reina Sofía).

## Galleri
- Mindesmærke over Velázquez
- Sala de Tiziano, en af de mest besøgte udstillingssale på Pradomuseet.
- Mariæ Bebudelse, af Fra Angelico
- Nedtagningen af Jesus fra korset, af Rogier van der Weyden
- Kejser Karl 5. til hest, af Tizian
- Skt. Bonaventura, af Francisco de Herrera den Ældre
- Overdragelse af hollandske besiddelser i Nordamerika ved freden i Breda, af Velázquez
- Spindersken, af Velázquez
- Vulkans smedje, af Velázquez
- Bacchus' triumf (Los Borrachos), af Velázquez
- Skydning af oprørere den 3. maj 1808 i Madrid, af Goya
- Kamp med mamelukkerne den 2. maj 1808 i Madrid, af Goya
- Carlos 4. med familie, af Goya
- Adam og Eva, af Albrecht Dürer, 1507